# Rotogravyr
Rotogravyr är en teknik för djuptryck från en cylindrisk tryckform, oftast av koppar, i rotationspress. Tryckformen som framställs genom etsning med hjälp av pigmentpapper eller genom direkt gravyr roterar i ett färgbad. Överskottfärgen på cylinderns yta skrapas av med en s. k. rakel. Den färg som finns kvar i den i cylindern försänkta tryckbilden överförs genom direkt kontakt med papperat.
Trots mycket effektiva tryckpressar med banhastighet på upp till 8 m/s, och möjlighet till att trycka på papper av lägre kvalitet kräver detta tryckningsförfarande stora upplagor för att ge lönsamhet. Kostnaderna för framställning av tryckformen är skälet till detta, då dessa är mycket högre än för exempelvis offsettryck.

## Historik
Metoderna för roterande djuptryck utvecklades i Storbritannien i slutet av 1800-talet av Karel Klíč, delvis inspirerad av Nicéphore Niépces fotografiska experiment (se heliografi) och Henry Fox Talbots vidareutveckling (heliogravyr). Tekniken gav utmärkt bildtryck i höghastighetspressar för rullpapper och kom att användas för tryckning av populärtidskrifter. Rotogravyr har också använts för kvalificerade fotoillustrerade bokverk.
Ett användningsområde är tryckning av förpackningsmaterial i stora format med upp till 150 cm tryckbredd.